# Balthazar von Campenhausen

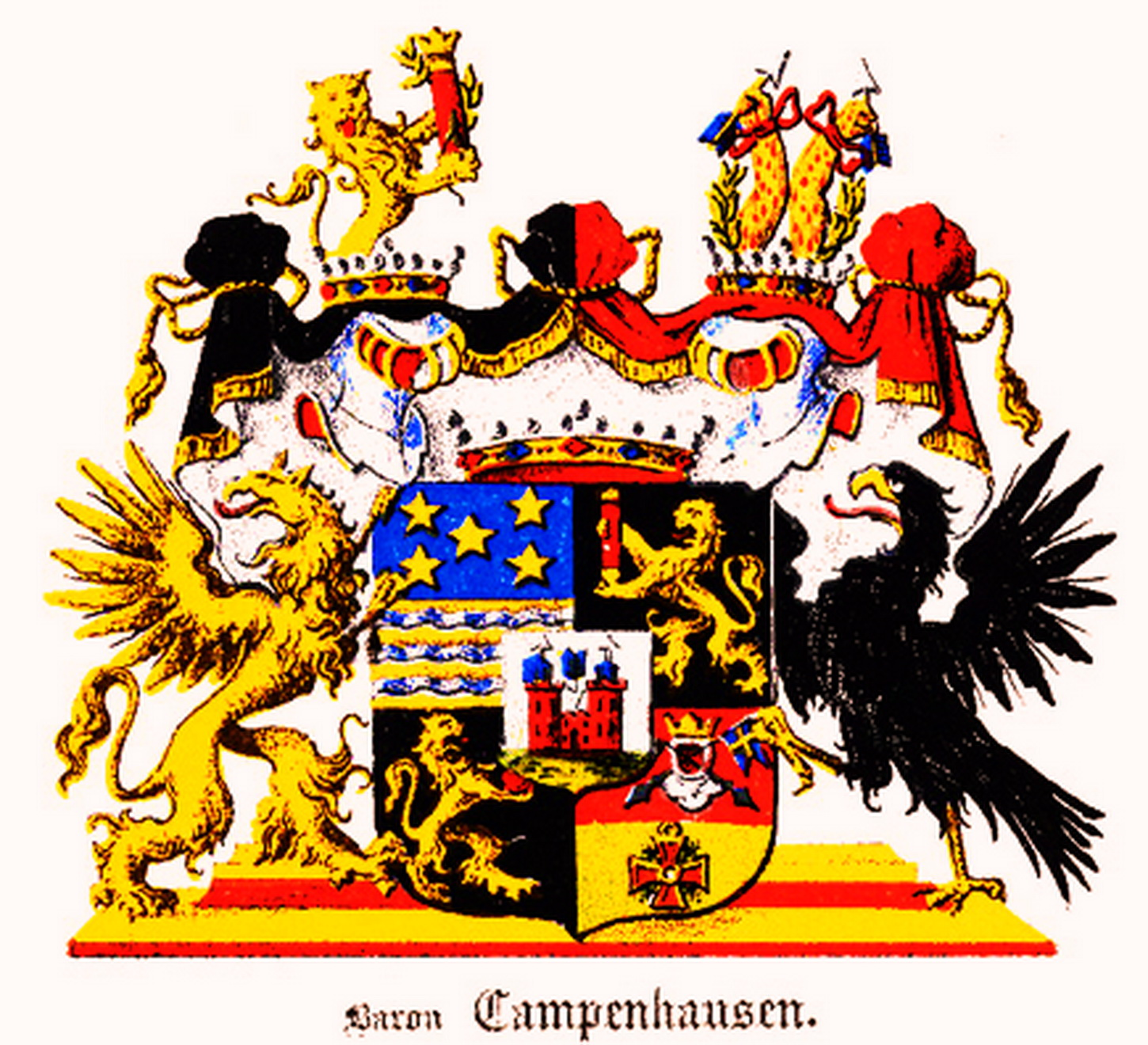
Armoiries ancestrales de von Campenhausen

Baron Balthazar von Campenhausen ou Balthazar Balthazarovitch von Campenhausen (en russe : Балтазар Балтазарович Кампенгаузен), né en 1772 en Livonie, décédé en 1823 à Saint-Pétersbourg.
Diplomate et homme politique de l'Empire russe, conseiller privé (1810), chambellan, gouverneur général de Taganrog 1805 à 1809, trésorier de l'État (1809), membre du Conseil d'État et sénateur (1811), ministre de l'Intérieur en 1823. Il fut l'un des gouverneurs de Taganrog qui fournit le plus d'efforts pour le développement de la ville.

## Biographie
Issu d'une famille noble allemande de la Baltique établie dans la région de Livonie (alors partie de la Russie impériale, de nos jours Lettonie et Estonie). Les aieux de Balthazar von Campenhausen servirent les souverains suédois et russes, notamment Pierre Ier de Russie. Le baron fit ses études à l'Université de Leipzig, Wittenberg et Göttingen, il obtint son diplôme en présentant à la Société royale scientifique une thèse : Les projets de la physique des peuples, des religions, des cartes de culture de l'empire russe.

### Carrière diplomatique
Balthazar von Campenhausen servit comme ambassadeur en Pologne et en Suède. Sous sa direction, Saint-Pétersbourg réorganisa son commerce et l'école médicale de chirurgie. Sous le règne d'Alexandre Ier de Russie, il fut nommé directeur du troisième Département (Département de médecine) au ministère de l'Intérieur. En 1802, le tsar envoya le baron sur les ports maritimes de la mer Noire et de la mer d'Azov au sud de la Russie afin de procéder à des études sur le développement du commerce et pendant les sévices de l'épidémie de peste bubonique, il fut chargé de fournir une quarantaine en Turquie et en Perse afin d'éviter la propagation de la maladie.

### Gouverneur de Taganrog

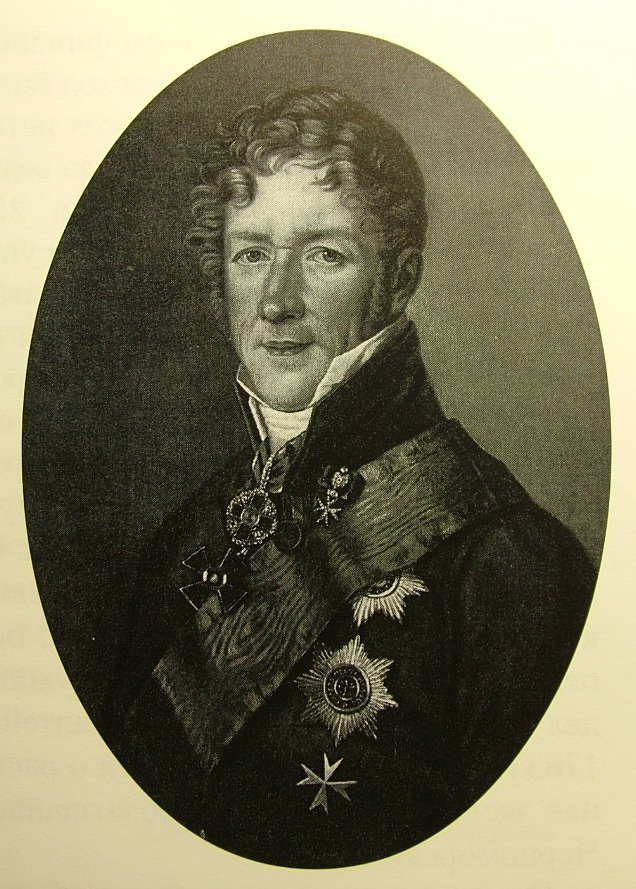
Balthazar von Campenhausen avec habit de cérémonial

En 1805, Alexandre Ier de Russie le nomma gouverneur de Taganrog. Dans ce gouvernement, Balthazar von Campenhausen fonda le district des douanes de Taganrog, un entrepôt pour les marchandises, il commença la construction de navires de cabotage pour le transport de marchandises à destination d'autres ports russes sur la mer Noire et la mer d'Azov, la baron inaugura l'école de navigation, le gymnase, le tribunal de commerce, il ouvrit la première pharmacie et installa un médecin et une sage-femme dans la ville, l'amélioration des soins médicaux lui sont également attribuables, il commença la construction d'un bâtiment afin d'assurer le développement architectural de la ville, il fit installer l'éclairage par huile dans les rues, il débuta le pavage des rues, fit planter de arbres et des arbustes en 1806, il fonda la ville de Park (de nos jours Gorki-Park), plus tard, deux rues portèrent le nom de Campenhausen : Bolchoï Campenhausen (de nos jours Komsomolski) et Campenhausen-Malo (aujourd'hui Spartakoski)

### Carrière politique
Balthazar von Campenhausen fut nommé Trésorier d'État en 1809, conseiller privé en 1810, il fut admis comme membre au Conseil d'État et fut sénateur en 1811. En 1823, Alexandre Ier de Russie lui confia le portefeuille de ministre de l'Intérieur.

### Décès
Balthazar von Campenhausen décéda en 1823 à Saint-Pétersbourg.

## Œuvres
- Essai d'une répartition géographique-Statthalterschaften description de la statistique de l'empire russe. I. préfet Olouez tige (Göttingen, 1792); I. préfet Olouez tige (Göttingen, 1792);
- Éléments de l'état de droit russe, ou de la principale base de la Constitution russe Kaiserthums (Göttingen,
- Sélection des fichiers topographiques de Saint-Pierre cantonales du Gouvernement (Riga, 1797);